# Voronînți, Ciornobai
Voronînți (în ucraineană Воронинці) este un sat în comuna Melnîkî din raionul Ciornobai, regiunea Cerkasî, Ucraina.

## Demografie
Componența lingvistică a localității Voronînți
     Ucraineană (94,38%)
     Rusă (4,58%)
     Alte limbi (0,84%)
Conform recensământului din 2001, majoritatea populației localității Voronînți era vorbitoare de ucraineană (94,38%), existând în minoritate și vorbitori de rusă (4,58%).